# Bevier Township
Bevier Township est un ancien township, situé dans le comté de Macon, dans le Missouri, aux États-Unis,.
Le township est baptisé en référence à Robert Bevier (en), colonel durant la guerre de Sécession.

### Source de la traduction
- (en) Cet article est partiellement ou en totalité issu de l’article de Wikipédia en anglais intitulé « Bevier Township, Macon County, Missouri » (voir la liste des auteurs).